# Befektetett eszköz
A számvitelben befektetett eszköz a neve azoknak az eszközöknek, amelyek hosszabb időn keresztül a vállalkozás vagyonában maradnak, vagyis a hosszú lejáratú eszközöknek.
A magyar számviteli törvény szerint a befektetett eszközök közé tartoznak:
- az immateriális javak,
- a tárgyi eszközök,
- a befektetett pénzügyi eszközök.

Az IFRS szempontjából a fentieken kívül hosszú lejáratú eszköznek minősülnek még
- a befektetési célú ingatlanok és
- a halasztott adókövetelések is.